# Justiça (mitologia)
Justiça (em latim: Iustitia; também referida como Justitia) era a deusa romana que personificava a justiça. Correspondia, na Grécia, à deusa Dice e Astreia. Difere dela por aparecer de olhos vendados (simbolizando a imparcialidade da justiça e a igualdade dos direitos). No dia de Justiça (8 de janeiro) é usual acender um incenso de lavanda para ter a justiça sempre a favor.
A deusa deveria estar de pé durante a exposição do Direito (jus), enquanto o fiel (lingueta da balança indicadora de equilíbrio) deveria ficar no meio, completamente na vertical, direito (directum). Os romanos pretendiam, assim, atingir a prudentia, ou seja, o equilíbrio entre o abstrato (o ideal) e o concreto (a prática).
As representações grega e romana diferiam ainda na atitude em relação à espada. Enquanto Dice empunhava uma espada, representando a imposição da justiça pela força (iudicare), Justiça preferia o jus-dicere, atitude em que a balança era empunhada pelas duas mãos, sem a espada; ou com ela em posição de descanso, podendo, quando necessário, ser utilizada.[carece de fontes?]